# Loma Bonita, Tehuipango
Loma Bonita är en ort i Mexiko.   Den ligger i kommunen Tehuipango och delstaten Veracruz, i den sydöstra delen av landet, 240 km öster om huvudstaden Mexico City. Loma Bonita ligger 2 703 meter över havet och antalet invånare är 602.
Terrängen runt Loma Bonita är huvudsakligen kuperad. Loma Bonita ligger uppe på en höjd. Runt Loma Bonita är det ganska tätbefolkat, med 134 invånare per kvadratkilometer. Närmaste större samhälle är Xopilapa, 1,9 km norr om Loma Bonita. Omgivningarna runt Loma Bonita är en mosaik av jordbruksmark och naturlig växtlighet.